# Qaarsut
Qaarsut (ortografia antiga: Qaersut) é um assentamento no município de Qaasuitsup, oeste da Gronelândia. Está situado na costa norte da Península de Nuussuaq. Em 2010 tinha 196 habitantes.

## Transporte
O Aeroporto de Qaarsut, situado a noroeste do assentamento serve tanto Qaarsut como Uummannaq, sendo esse assentamento acessível apenas por helicóptero.

## População
A população de Qaarsut diminuiu por mais de 18% em relação a 2000, refletindo uma tendência na região.

## Galeria de Imagens

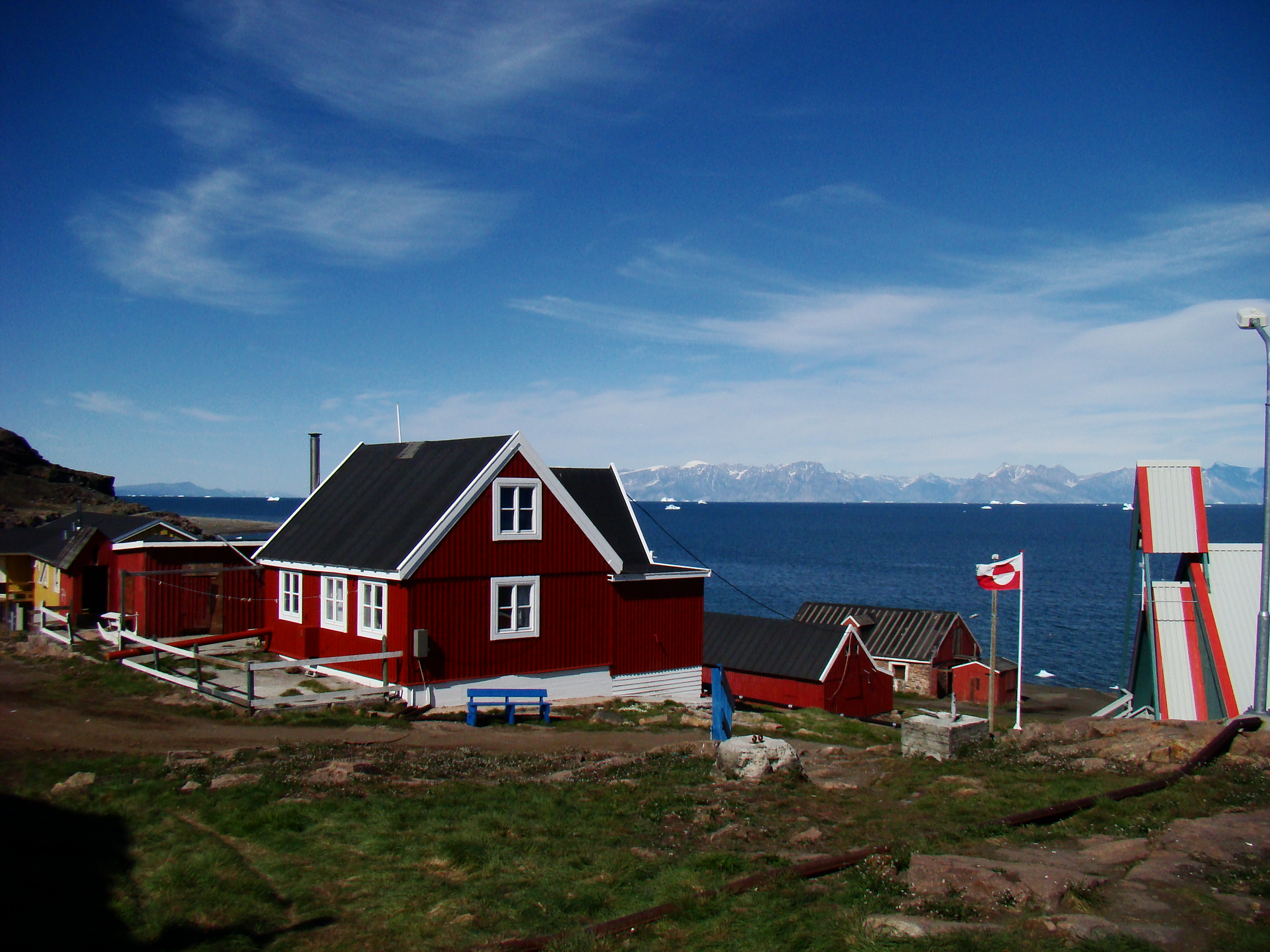
Capela de Qaarsut
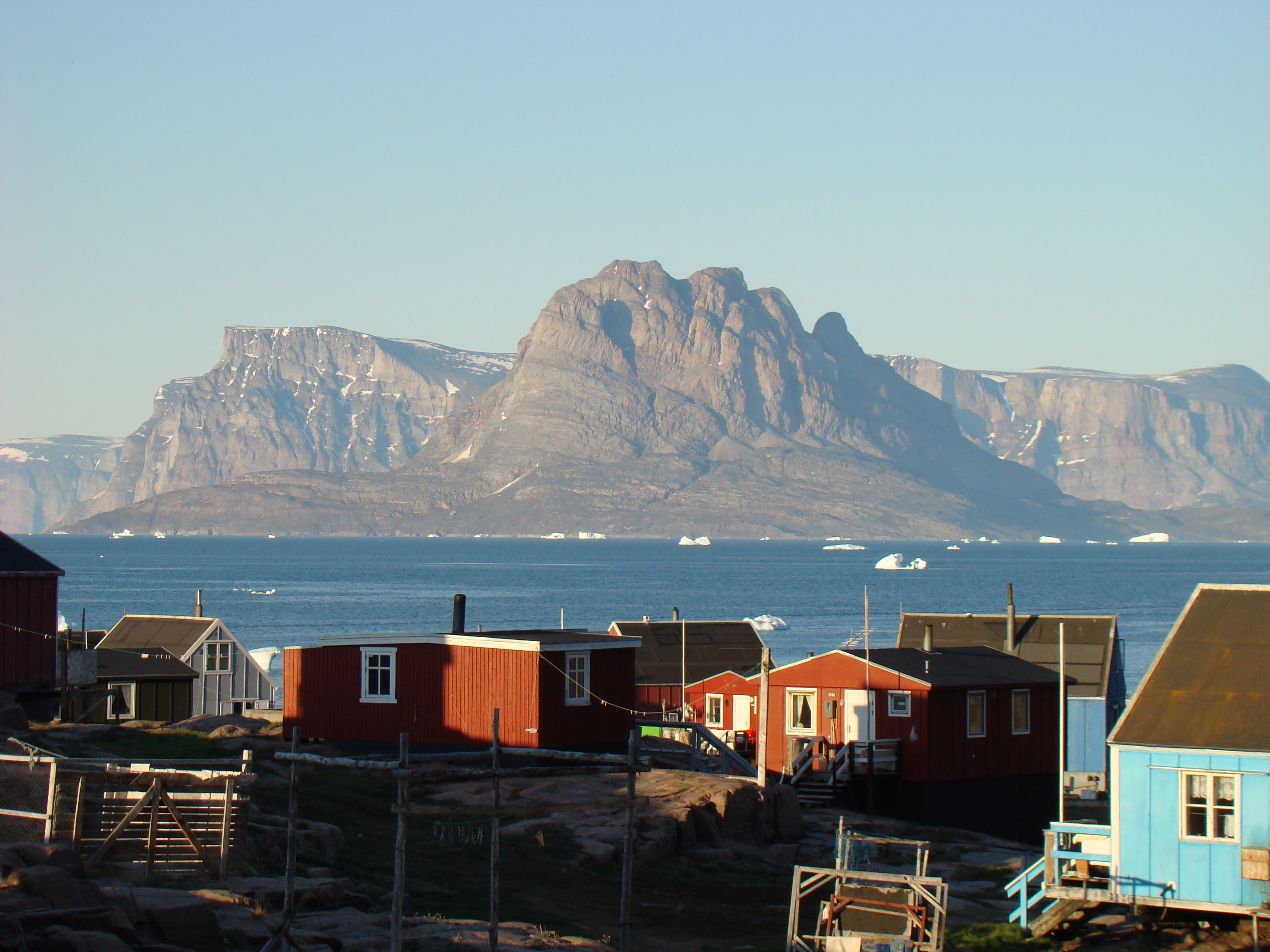
Qaarsut e a Montanha Uummannaq no fundo
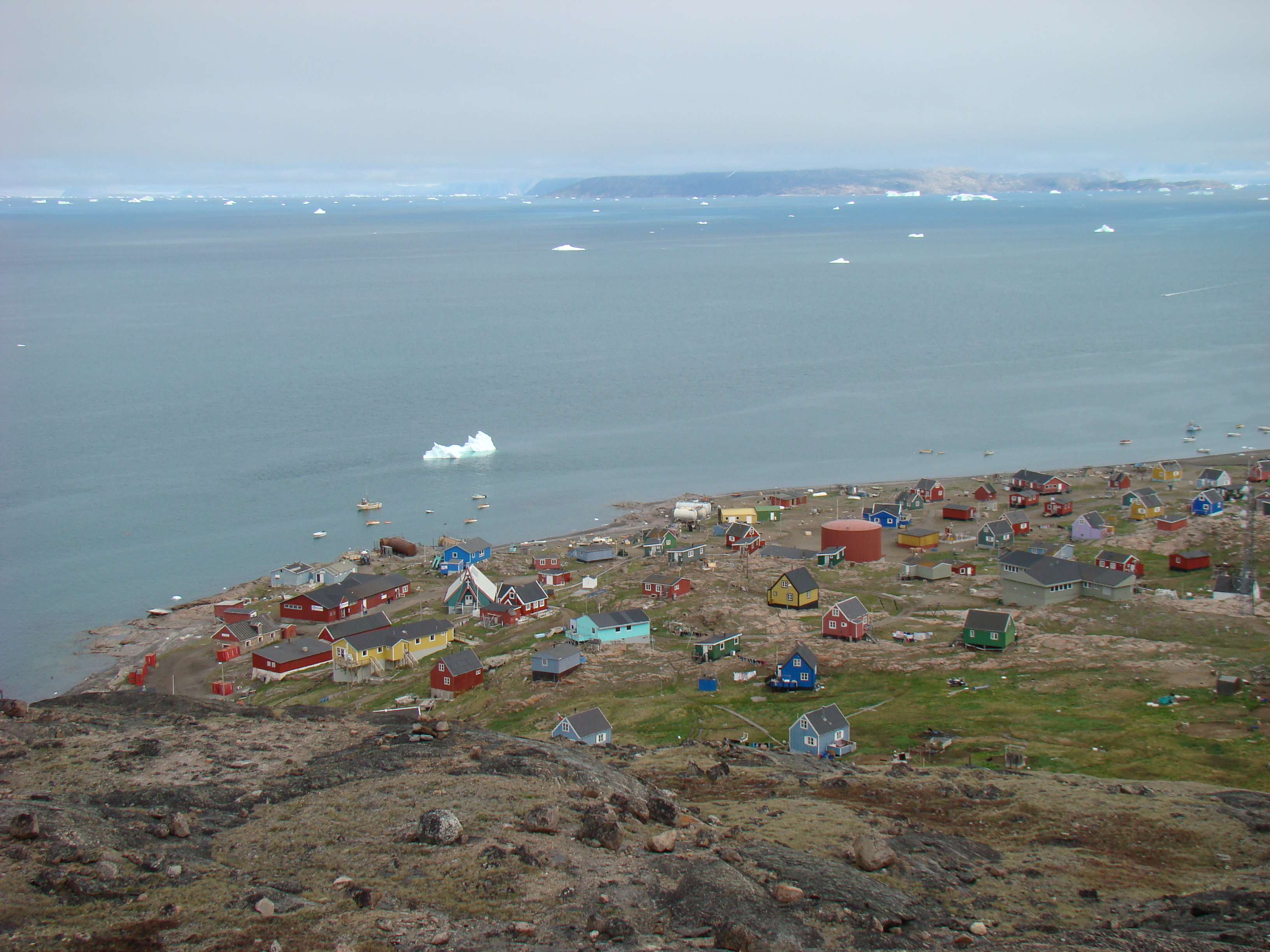
Visão geral de Qaarsut
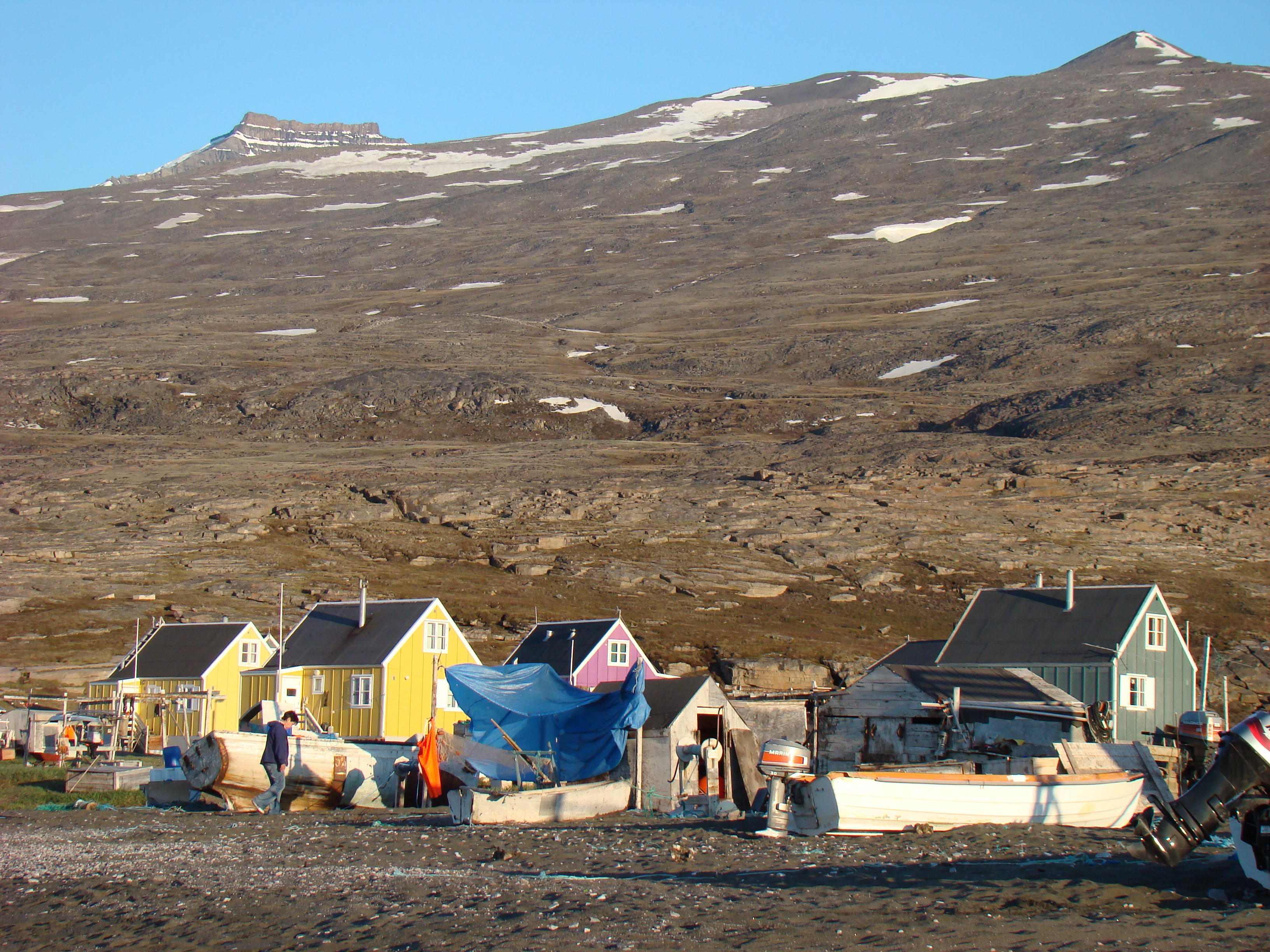
Casas coloridas em Qaarsut
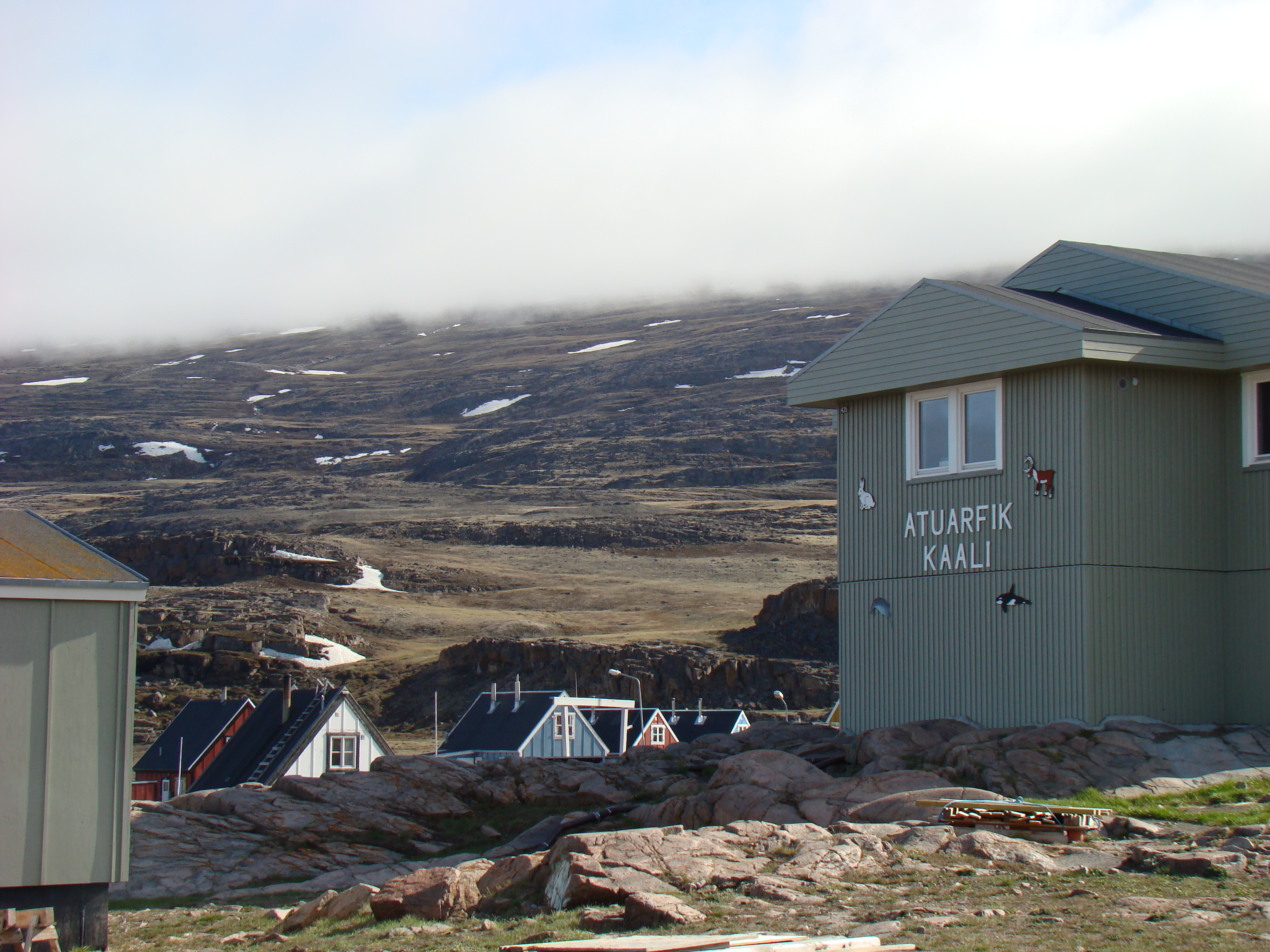
Escola de Qaarsut
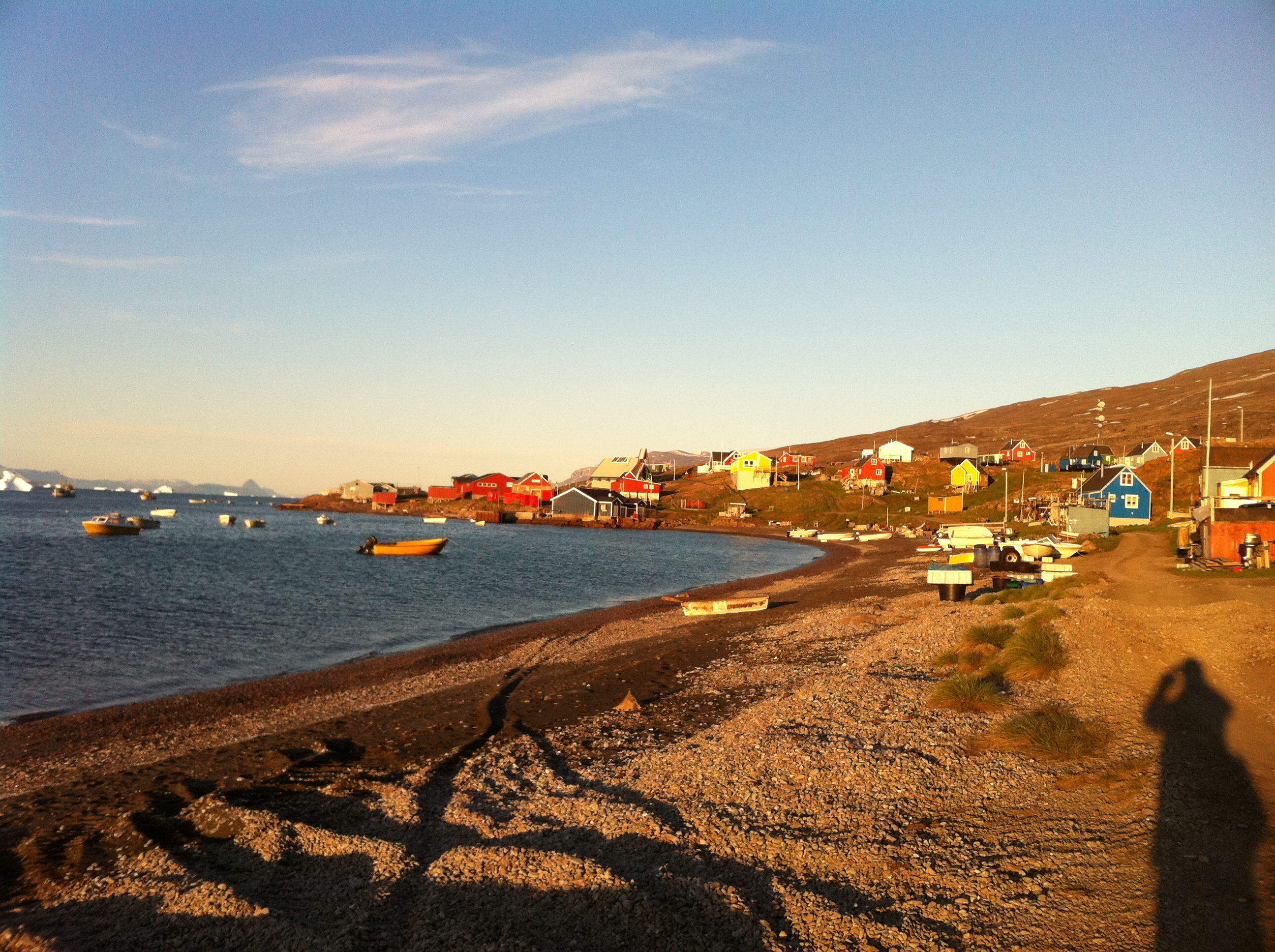
Sol da meia-noite em Qaarsut